# Rudolf Čillík
Rudolf Čillík (* 7. November 1931 in Kremnica; † 9. Januar 2022 ebenda) war ein tschechoslowakischer Skilangläufer.
Čillík, der für Banik Kremnica startete, kam im Februar 1960 in Squaw Valley bei seiner einzigen Teilnahme an Olympischen Winterspielen auf den 36. Platz über 15 km und auf den 30. Rang über 30 km. Bei den Nordischen Skiweltmeisterschaften 1962 in Zakopane belegte er den 31. Platz über 30 km, den 15. Rang über 30 km sowie den 11. Platz mit der Staffel und bei den Nordischen Skiweltmeisterschaften 1966 in Oslo den 23. Platz über 50 km.  Bei tschechoslowakischen Meisterschaften siegte er fünfmal über 30 km (1957, 1959, 1961, 1963, 1964), dreimal über 15 km (1961, 1965, 1966) und einmal über 50 km (1967). Nach seiner Karriere war er als Jugendtrainer tätig, wobei er Gabriela Svobodová trainierte. Zudem wurde er später Leiter der Langlaufabteilung und Vorstandsmitglied des slowakischen Skiverbandes.